# خالد بن عبد العزيز آل سعود
خالد بن عبد العزيز بن عبد الرحمن آل سعود (6 ربيع الأول 1331 هـ / 13 فبراير 1913  – 21 شعبان 1402 هـ / 13 يونيو 1982 م)، ملك المملكة العربية السعودية الرابع من 25 مارس 1975 - 13 يونيو 1982. هو الابن الخامس من أبناء الملك عبد العزيز الذكور  من الأميرة الجوهرة بنت مساعد بن جلوي بن تركي آل سعود والتي تعدّ أولى زوجات الملك عبد العزيز من آل سعود. توفي الملك خالد في صباح يوم الأحد 21 شعبان 1402 هـ الموافق 13 يونيو 1982 م، بمدينة الطائف عن عمر 69 سنة، ودفن في مقبرة العود بالرياض.

## عن حياته
وُلِد الملك خالد بن عبد العزيز آل سعود خلال الأيام التي كان والده مشغولاً باسترداد الأحساء من الأتراك، وقد استبشر بمولد ابنه خيرًا وأسماه خالدًا  ونشأ الملك خالد تحت رعاية والده الملك عبد العزيز آل سعود، وذلك في أثناء الإعداد لضم مناطق أخرى للدولة السعودية الثالثة، فترعرع في كنف أبويه، بجانب شقيقه الأمير محمد بن عبد العزيز آل سعود في قصر الحكم بالرياض، وقد كانت علاقته مع شقيقه محمد قوية منذ الطفولة.
حرص الملك عبد العزيز على أن ينشأ أبناءه تنشئة صالحة، التزامًا كاملاً بالدين مع مراعات العادات، ففي طفولته تعلم القراءة والكتابة، وحفظ القرآن الكريم، وتلقى العلوم الدينية على أيدي كبار العلماء، فكان لهذه التنشئة الدينية أثرها العام المتميز على أخلاقه وتصرفاته. ولما بلغ الملك خالد أشده، واشتد ساعده؛ تدرب على الفروسية والرماية وقد برع فيها وتفوق في هذا الجانب تفوقاً باهراً، وكان مولعا بالصيد.
وقد نشأ على التقوى والورع وحب الخير وتميز بأنه هادئ الطبع كريم الشمائل. ومن أبرز صفاته التواضع حيث عاش حياة هادئة بعيدًا عن حب المظاهر والترف.

## المهام المبكرة
- شارك الأمير خالد بن عبد العزيز في حصار جدة عام 1344هـ في معركة الرغامة، وكذلك في معركة السبلة عام 1347هـ، ومعركة الدبدبة عام 1348هـ.[10]
- - عهد إليه والده بعدد من المهام السياسية كممثل شخصي له، كما تولى إمارة مكة المكرمة لفترة قصيرة.[11]
- عُين بعد ضم الحجاز نائبًا للأمير فيصل بن عبد العزيز في الحجاز عام 1926م.[12]
- عين رئيسًا للوفد السعودي المفاوض مع اليمن في مؤتمر الطائف [13]، حيث اتفق الطرفان على إقرار السلام، ورسم الحدود بين البلدين، وقد سميت هذه الاتفاقية بمعاهدة الطائف، وقام بالتوقيع عليها في 6 صفر عام 1353هـ/1934م.[14]
- أوكل إليه والده في عام 1354هـ، وزارة الداخلية، لبعض الوقت فقام بمهمته خير قيام.[15]
- في عام 1357هـ /1938م رافق أخاه الملك فيصل ممثلين لبلادهما في مؤتمر لندن، والذي دعت إليه بريطانيا لمناقشة الهجرة اليهودية المتزايدة.[16]
- - في عام 1362هـ/1943م أثناء الحرب العالمية الثانية، كلف الملك عبد العزيز ولديه الأمير فيصل حيث -كان آنذاك- وزيرًا للخارجية، والأمير خالد بزيارة للولايات المتحدة الأمريكية تلبية لدعوة رئيسها فرانكلين روزفلت حيث اطلعا على مظاهر النهضة الأمريكية.[14]
- في عام 1964م عين نائبًا لرئيس الوزراء وهو أول منصب يتسلمه منذ وفاة والده [17]، وبعد مرض الملك سعود، وصدور فتوى من العلماء تنص على أن يبقى الملك سعود ملكًا على أن يقوم الأمير فيصل بتصريف جميع أمور المملكة الداخلية والخارجية بوجود الملك في البلاد أو غيابه عنها، وبعد صدور الفتوى أصدر أبناء الملك عبد العزيز وكبار أمراء آل سعود قرار موقع يؤيدون فيه فتوى العلماء وطالبوا الأمير فيصل فيه بكونه وليًا للعهد ورئيسًا للوزراء إلى الإسراع بتنفيذ الفتوى؛ فاجتمع مجلس الوزراء وأعضاء مجلس الشورى في 27 ذي القعدة 1384هـ/ 30 مارس [1965م] بجلسة ترأسها الأمير خالد كونه نائب رئيس الوزراء واتخذوا قرارًا بنقل سلطات الملك سعود الملكية إلى الأمير فيصل وذلك استنادًا إلى الفتوى وقرار الأمراء.

## وليا للعهد ونائبا لرئيس مجلس الوزراء
بعد استلام الملك فيصل بن عبد العزيز آل سعود مقاليد الحكم من أخيه الملك سعود بن عبد العزيز آل سعود، تنازل له أخوه الشقيق الأمير محمد بن عبد العزيز آل سعود عن منصب ولي العهد. فقد أرسل الملك فيصل بن عبد العزيز آل سعود رسالة لـ الأمير محمد بن عبد العزيز آل سعود كونه المرشح الأول للمنصب، ولكن الأمير محمد رد برسالة اعتذر فيها عن المنصب ورشح له أخاه الأمير خالد، فرد الملك فيصل برسالة أبلغه فيها موافقته على ترشيح الأمير خالد وليًا للعهد، وقد دعا بعد ذلك الأمير محمد بن عبد العزيز آل سعود إلى اجتماع يضم جميع أسرة آل سعود عقد بيوم 27 ذو القعدة 1384 هـ الموافق 29 مارس 1965 وذلك لإخبارهم باختياره وليًا للعهد.

## توليه الحكم ملكا للسعودية

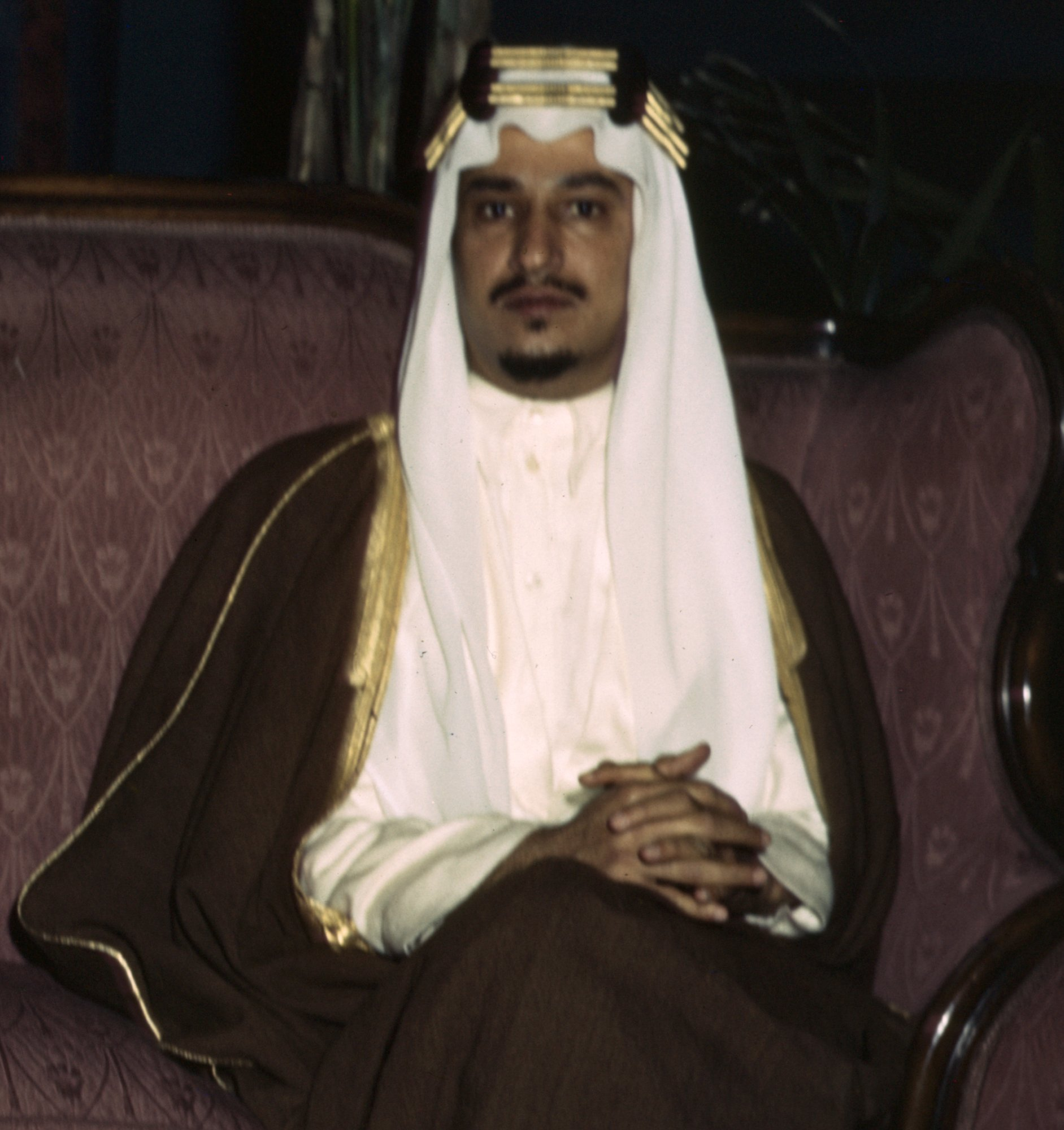
الأمير خالد في 1941

تولى الملك خالد الحكم يوم الثلاثاء 12 ربيع الأول 1395هـ الموافق 25 مارس 1975م بعد اغتيال الملك فيصل بن عبد العزيز آل سعود.

### في السياسة الداخلية
مع تسلمه الحكم إزداد دخل البلاد من البترول، فأدى ذلك إلى توفير الأموال لتنفيذ الخطة الخمسية التي وضعت بعهد الملك فيصل. ومن الأعمال التي حصلت بعهده:
في المجال التعليمي:
شهدت النهضة التعليمية في عهده تطورًا كبيرًا، حيث تم افتتاح المدارس للبنين وللبنات، وأُنشئت وزارة التعليم العالي في 8 شوال 1395هـ، وأوكل إليها الإشراف على الجامعات والتخطيط للتعليم الجامعي، وإرسال البعثات التعليمية للخارج، كما افتتحت في عهده العديد من الجامعات مثل: جامعة الملك فيصل في محافظة الأحساء، وجامعة الإمام محمد بن سعود الإسلامية في الرياض، وجامعة أم القرى في مكة. وأيضًا توسع التعليم العالي للبنات، فأصبحت الجامعات تدرس الطالبات بالإضافة إلى الجامعات التابعة لرئاسة تعليم البنات. كما تم في عهده إنشاء المؤسسة العامة للتعليم الفني والتدريب المهني في 10 / 8 / 1400هـ.
في مجال المواصلات:
- زادت شبكة الطرق المعبدة بمقدار عشرة آلاف كم؛ ليصل مجموعها الكلي إلى أكثر من ثلاثة وعشرين ألف كم (23000).كما زادت الطرق الزراعية بمقدار (1500) خمسة عشر ألف كم. وتمت زيادة أرصفة الموانئ إلى 130 مائة وثلاثين رصيفا، وأدخلت تحسينات في وسائل التفريغ والتخزين والنقل بما يضاهي المستويات العالمية.[26]
- إنشاء جسر السعودية – البحرين، والذي أطلق عليه اسم جسر الملك فهد:

إن أول من أطلق فكرة إنشاء الجسر الملك سعود بن عبد العزيز خلال زيارته للبحرين فكانت رغبةً منه في تسهيل الاتصال بين البلدين، ولكن الفكرة تبلورت في عهد جلالة الملك فيصل الذي عبر جلالته عن رغبته في إقامة مشروع بناء الجسر، حيث تم تشكيل اللجنة الرسمية لتحقيق هذه الفكرة عام 1385هـ الموافق 1965م حيث بدأت الدراسات الخاصة بإنشاء الجسر. وفي عهد الملك خالد بن عبد العزيز وأثناء زيارته لمملكة البحرين تم الاتفاق بينه وبين صاحب السمو الشيخ خليفة بن سلمان آل خليفة على تشكيل لجنة وزارية من البلدين في عام 1396هـ الموافق 1976م للعمل على تنفيذ مشروع جسر الملك فهد، وتم التوقيع على اتفاقية بناء الجسر البحري الذي يربط بين المملكة العربية السعودية والبحرين في مدينة المنامة في يوم الأربعاء 7 / 9 / 1401هـ الموافق 8 / 7 / 1981م وتمّت المصادقة عليها في المملكة العربية السعودية بالمرسوم الملكي رقم م/35 وتاريخ 24 / 9 / 1401هـ وفي البحرين بالقانون رقم 21 وتاريخ 29 / 11 / 1981م وتفضل خادم الحرمين الشريفين الملك فهد بن عبد العزيز، وصاحب السمو الشيخ عيسى بإزاحة الستار عن اللوحة التذكارية عام 1403هـ/ 1982م، وتم افتتاح الجسر عام 1407هـ.
- أعيد إنشاء مطارات جدة وتبوك والجوف وحائل والقصيم، وأيضًا تم استحداث مطارات جديدة.

في المجال الاقتصادي:
- تجاوز إنتاج المملكة للقمح واكتفت داخليا، كما تم إنشاء مخازن علف الحبوب وطواحين الدّقيق.
- إنشاء الشركة السعودية للصناعات الأساسية (سابك) [ ].[29]
- إنشاء وزارة الصّناعة والكهرباء لترقية صناعة المملكة، حيث تم إنشاء الهيئة الملكية للجبيل وينبع الصناعية[ ].[30]
- تأسيس العديد من الشركات المساهمة في بدايات سوق الأوراق المالية السعودية.
- زيادة رواتب موظفي الدولة بنسبة عالية ارتفعت على إثرها حال المعيشة للمواطنين.
- زيادة مشاريع البُنى التحتية ومد خطوط الهاتف وشبكات المياه والصرف الصحي في المدن والقرى.
- إصدار نظام معيشة للطلاب والطالبات في جميع المستويات الدراسية العامة، ومكافأة جميع الطلبة السعوديين المتخرجين من الجامعات السعودية بقطعة أرض، ومبلغ 50.000 ريال نقداً.[31]
- زيادة الرخص التجارية والصناعية للشركات والمؤسسات الخاصة.
- تخفيض الرسوم الجمركية على البضائع المستوردة.
- دعم البنوك المحلية وتطويرها.[32]
- تطوير أنظمة مصلحة معاشات التقاعد والتأمينات الاجتماعية.
- السرعة في عمليات توظيف السعوديين في كافة القطاعات.
- دعم المزارعين بالأسمدة والمبيدات والمواطير الكهربائية مجاناً وشراء محاصيلهم بأعلى ثمن.
- إنشاء بنوك التنمية الزراعية والصناعية والعقارية لإقراض المواطنين بدون فوائد وعلى مدى 25 سنة سداد.[33]
- زيادة المشاريع السكنية والمِنح للمواطنين، وتوزيع الأموال على المحتاجين.[34]

في المجال الصحي: 
شهد عهد الملك خالد بن عبد العزيز آل سعود تطورا كبيرا في الخدمات الصحية واتسع نطاقها لتحقق طموحات الدولة، فإلى جانب جهود وزارة الصحة الجبارة في هذا المجال أسهمت جهات أخرى عدة في تقديم خدمات الرعاية الصحية، وقد حددت وزارة الصحة ملامح أهدافها في عهد الملك خالد في النقاط التالية:
- التوسع في برامج الصحة الوقائية، حيث عملت على تطوير الوحدات الوقائية القائم، وإنشاء وحدات أخرى جديدة: من مكاتب صحية، وحدات لرعاية الأمومة والطفولة ومراكز صحية، وزيادة برامج التطعيم والتحصين ضد الأمراض الوقائية والمعدية.
- زيادة عدد الأسرة العاملة بالمستشفيات، وإنشاء مستشفيات جديدة، وتطويرها المستشفيات القائمة وترميمها وصيانتها وتوسعتها لزيادة فعاليتها وكفاءتها.
- زيادة الخدمات الطبية المتخصصة في جميع المستشفيات المركزية بالمدن، وتوسعة الأقسام الفنية وتطويرها بما يتماشى مع التقدم العلمي والتكنولوجي.
- زيادة القوى البشرية العاملة في المجال الطبي، وتوفير العمالة سواء من القوى العاملة الوطنية أو عن طريق التعاقد.[36]

في مجال الشؤون الاجتماعية:
اهتم الملك خالد بالنواحي الاجتماعية حرصاً منه على الإنسان الذي يعد من أغلى ما تملك الأمم. لذلك أولى اهتمامه الأكبر في التنمية الاجتماعية وكان من مظاهر ذلك:
- تأسيس دور التوجيه الاجتماعي، ودور الملاحظة الاجتماعية، ومراكز التأهيل الشامل والمهني والاجتماعي والتنمية الاقتصادية.
- في مجال الجمعيات التعاونية فقد تأسس في عهده 65 جمعية تعاونية، و44 جمعية خيرية منتشرة في أنحاء المملكة.
- في مجال التأمينات الاجتماعية، حيث استحدث مكاتب في المدن الكبرى وفقًا لنظام التأمينات الاجتماعية الصادر في 6 رمضان من عام 1389هـ.[37]
- الاهتمام بمشروعات الضمان الاجتماعي:

حيث افتتح خلال الفترة من عام 1395 إلى عام 1402هجرية عدد 27 مكتباً للضمان الاجتماعي بمختلف مناطق المملكة. وفي عام 1397هـ زادت معاشات ومساعدات الضمان الاجتماعي بنسبة 50%، وفي عام 1401هـ زادت مرة أخرى بنسبة 40% .
- الاهتمام بفئة ذوي الإعاقة، حيث شهد قطاع رعاية المعوقين في المملكة نقلة نوعية في عهد الملك خالد بن عبد العزيز حيث تبنت حكومة المملكة لأول مرة إستراتيجية متكاملة لرعاية وتأهيل هذه الفئة، حيث انتشرت في مناطق المملكة مراكز متخصصة لهذا الغرض تقدم خدمات شاملة (علاجية وتعليمية وإيوائية وتأهيلية) لهذه الفئة من المعوقين تحت مظلة وزارة العمل والشؤون الاجتماعية.[38]

في مجال الرعاية الاجتماعية: 
اهتمت المملكة برعاية أفراد المجتمع حيث تم إنشاء ثلاث جمعيات للفنون والثقافة، وسبعة أندية أدبية تشرف عليها إدارة الأندية بالرئاسة العامة لرعاية الشباب في مناطق المملكة المختلفة.
في مجالات أخرى:
- تطور الإعلام والإذاعة السعودية.
- تطور نظام البناء في المملكة العربية السعودية.[33]
- تكريم جميع رجال الأمن والداخلية والحرس الوطني والجيش السعودي ممن ساهموا مساهمة فعّالة في حل أزمة الحرم المكي عام 1979م بمكافئتهم وترقياتهم سواء شهداء الواجب أو الجرحى أو الموجودين. وترميم جميع البيوت المجاورة للمسجد الحرام والتي تضررت بالحادث وتعويض أهالي الجرحى والشهداء من الحجاج والمصلين بكافة جنسياتهم.[32]
- زيادة عدد المحاكم الشرعية وفروع الوزارات والمصالح الحكومية.[31]
- تطور كبير في أنظمة وشبكات الاتصالات الحديثة كالهاتف والفاكس والتلكس مع تطور البريد السعودي، ووصل عدد الخطوط الهاتفية إلى نصف مليون خط (500.000). وزاد عدد مكاتب البريد عن 400 مكتب بريد.[33]
- استبدال باب الكعبة المشرفة القديم بباب من الذهب الخالص عام 1978م وهو ثاني باب للكعبة يتم تغييره في العهد السعودي.[31]

#### حادثة الحرم المكي
في 1 محرم 1400 هـ الموافق 20 نوفمبر 1979 قامت مجموعة مسلحة قادها جهيمان باقتحام المسجد الحرام وتحصنت فيه، ودامت أحداث الحادثة 16 يومًا، وانتهت بالقبض على قائد المجموعة ومجموعة كبيرة من أعوانه في القبو السفلي للمسجد الحرام وقتل محمد بن عبد الله القحطاني صهر جهيمان والذي ادعى أنه المهدي المنتظر، كما قتل عدد كبير جدًا من الحجاج والمعتمرين والمواطنين ورجال الأمن والحرس الوطني والقوات المسلحة، بعدها تم إعدام جهيمان ومجموعة كبيرة من أعوانه بالحكم عليهم بالقصاص في كافة مدن المملكة. وفي صبيحة يوم الأربعاء 21 / 2 / 1400هـ الموافق 9/1/1980م نفذ حكم الإعدام عليهم حداً بالسيف حسب أحكام القضاء الشرعي، كما أعلن صاحب السمو الملكي وزير الداخلية الأمير نايف بن عبد العزيز الأرقام النهائية لعدد أفراد هذه الفئة وهم 117 قتيلا، 63 أعدموا، 19 سجنوا، 23 امرأة وطفلا.

### في السياسة الخارجية
إن من أهم الركائز التي قامت عليها السياسة الخارجية في عهد الملك خالد هي: 
- الدعوة إلى التضامن الإسلامي لرفع شأن المسلمين في أقطارهم وتقوية أواصر التعاون بينهم.[42]
- حرص الملك خالد على أهمية العلاقات المتوازنة مع الأسرة الدولية، وعزم المملكة على إكمال دورها في القيام بمسؤولياتها الأدبية والقانونية مع دول العالم، والعمل من أجل السلام العالمي القائم على الحق والعدل.
- دعم وحدة الصف العربي، وإقامة تعاون عربي فعال بين مختلف الشعوب العربية في جميع المجالات، السياسية والاقتصادية والاجتماعية.[43]

 حصلت العديد من الأحداث بعد تولي الملك خالد الحكم بثلاثة أسابيع وهي: 
- عندما اندلعت الحرب الأهلية في لبنان عام 1975م، سعى الملك خالد وولي عهده الأمير فهد من إيجاد حل لهذه المشكلة حيث دعا الملك خالد إلى قمة عربية مصغرة عقدت في الرياض في 23/10/1396هـ الموافق السادس عشر من أكتوبر/ تشرين أول عام 1976م، ضمت كلا من لبنان وسوريا ومصر والكويت ومنظمة التحرير الفلسطينية، وعلى إثر هذا المؤتمر انتهى إلى قبول تشكيل قوة الردع العربية ودخولها إلى لبنان.[44]
- في عام 1981م دعا إلى عقد مؤتمر القمة الإسلامية الثالث والذي عقد بالفترة من 25 يناير إلى 28 يناير من عام 1981م، وقد عقدت أولى جلساته في المسجد الحرام.[45]
- وفي شباط فبراير من عام 1981م حين استضافت المملكة العربية السعودية في مؤتمر الطائف جميع الوفود العربية لمناقشة القضايا العربية والإسلامية على رأسها القضية الفلسطينية، ومساندة الجهاد الأفغاني، والثورة الأريتيرية، وقد دعم الملك خالد تلك القضايا معنوياً ومادياً.[46]
- لقد استطاع الملك خالد بن عبد العزيز بتوفيق من الله أن ينجح مع أمراء الخليج العربي بتأسيس مجلس التعاون لدول الخليج العربية الست، وهي:[47] دولة الإمارات العربية المتحدة والبحرين والمملكة العربية السعودية وقطر وعُمان والكويت.[48] وكان لقيام مجلس التعاون الخليجي نتيجة للتطورات الإقليمية ودولية في المنطقة، حيث ظهرت الفكرة للعمل الجماعي بين دول الخليج في مؤتمر مسقط عام 1396هـ / 1976م، وفي الكويت عام 1398هـ/ 1978م، تم لقاء قادة دول المجلس على هامش مؤتمر القمة العربي الذي عقد في الأردن عام 1400هـ/ 1980م نتيجة للتطورات التي شهدتها منطقة الخليج العربي بعد انهيار نظام الشاه في إيران، وقيام الثورة الإيرانية؛ حيث تبلورت الفكرة على هامش مؤتمر القمة الإسلامي في الطائف، وتم مبدئيا الاتفاق على قيام المجلس وبعد سلسلة من الاجتماعات تم توقيع الاتفاق في الرياض في ربيع أول 1401هـ / فبراير 1981م، ثم كان الإعلان عن قيام المجلس في 21 / رجب / 1401هـ الموافق 25 / مايو / 1981م في أبو ظبي.[49]
- قام جلالته بزيارات خارجية لمعظم الدول العربية والإسلامية، وزيارات عديدة أوروبية، ففي عام 1398هـ/ 1978م قام بزيارة مهمة إلى فرنسا وبلجيكا. وفي عام 1401هـ/ 1981م زار بريطانيا ثم إسبانيا ثم أعقبها بزيارة لجنيف.[50]

## أهم إنجازاته

### الشؤون البلدية والقروية
أنشأت بالوزارة العديد من المديريات العامة للشؤون البلدية تقوم بالإشراف على البلديات والمجمعات القروية وتطوير وتنفيذ المشاريع وتوفير الخدمات، وقد ركزت أهداف خطة التنمية الخاصة بالوزارة في عهد الملك خالد على ما يلي :
- إحداث وزارة الشؤون البلدية والقروية في التشكيل الوزاري الجديد الذي تم في عهد الملك خالد في عام 1395هـ/ 1975م وكان الأمير ماجد بن عبد العزيز أول وزير لها.

الأمانات: وهي بلديات المدن الكبرى، وتتمتع بصلاحيات واسعة في نطاق خدماتها والإشراف والرقابة على التطوير العمراني الخاص بها. كما أنها مسؤولة عن تنظيم الأراضي داخل حدودها، ويرتبط أمناؤها إداريا بالوزير.
ويوجد في المملكة حاليا خمس أمانات؛ اثنان منها في عهد الملك خالد تم تحويلها من بلديات إلى أمانات وهي أمانة مدينة جدة، وأمانة المدينة المنورة عام 1401هـ/ 1981م. وإحداث أربعٍ وثلاثين بلدية وثلاثة وثلاثين مجمعاً قروياً خلال المدة من 1395- 1402هـ.
- تعد المديريات العامة بالمناطق إدارات إقليمية تتولى الإشراف الإداري على البلديات والمجمعات القروية التي تقع تحت إشرافها وهي المسؤولة عن أنشطة الوزارة في المنطقة في مجالات الخدمات الفنية والبلديات وهي تحت إشراف الوزارة منذ إنشائها عام 1395هـ، وقد أنشأت جميعها في عهد الملك خالد بن عبد العزيز.[52]
- الاستمرار في اتخاذ أسلوب التخطيط الشامل أساساً للتنمية الإقليمية والمحلية ودعم دور الأجهزة وتنفيذ برامج التنمية.
- الاستمرار في تنمية القوى البشرية ودعم وبناء المؤسسات والتدريب .
- المحافظة على الموارد الطبيعية وتعزيزها وصيانة رأس المال الاجتماعي وتحسين المستوى الاقتصادي لإنتاج الخدمات والمرافق البلدية.
- دعم نظم المعلومات وتأسيسه باستخدام الحاسب الآلي
- مواصلة التنمية الإدارية واستكمال دعمها في الوزارة
- دعم نظم المعلومات المساحية وتأسيسه باستخدام الحاسب الآلي.
- التنمية الريفية والنهوض بالقطاع الريفي ودعمه بمختلف الخدمات الأساسية والمرافق العامة.
- توزيع الاستثمارات المخصصة لمشاريع الوزارة وفقا لمعايير تكفل ارتفاع مستوى المعيشة لجميع مناطق المملكة كما قامت الوزارة بحصر الأراضي الحكومية لتوزيعها على محدودي الدخل.[53]

### النقل والمواصلات
حظي قطاع النقل باهتمام الملك خالد وجعل تطويره هدفا رئيسياً حيث انصبت المهام على تطوير :
- تطوير التنظيم الإداري : وذلك بفصل قطاع الاتصالات عن النقل، وإنشاء وكالة النقل بوزارة النقل.
- الحرص على تطوير البنية التحتية للنقل: وذلك بمضاعفة الطرق المزفلته في المملكة وتطويرها.
- في مجال السكك الحديدية: اعتماد إنشاء المنطقة الجمركية بالرياض عام 1397- 1398هـ وافتتاحها عام 1401هـ.
- اعتماد إنشاء الخط المباشر بين الهفوف والرياض، وازدواج خط الدمام الهفوف.
- اعتماد إنشاء محطات في كل من الدمام والهفوف والرياض. وقد شهدت المؤسسة العامة للخطوط الحديدية في عهد الملك خالد انطلاقة كبيرة في مجال التجديد والتطوير.[54]
- الحرص على الاهتمام أكثر بقطاع الموانئ والنقل البحري مع الأمر بتوسعة ميناء جدة الإسلامي حيث بلغ عدد الأرصفة 45 رصيفًا في عام 1400هـ. وميناء الملك عبد العزيز بالدمام حيث بلغ عدد الأرصفة 39 رصيفًا في نهاية عام 1399هـ، وميناء الجبيل التجاري الذي افتتحه الملك خالد في 17 ذو القعدة من العام 1397هـ والذي شمل رصيفين، ثم ارتفع عدد الأرصفة إلى 5 أرصفة بنهاية عام 1399هـ. ثم ميناء ينبع التجاري الذي يضم 9 أرصفة.[55]
- توطيد العلاقات الدولية في مجال النقل : باعتبار عمليات النقل أدوات لتدفق السلع والأشخاص ومن مقومات التكامل والتعاون في المجتمع الإنساني بين الدول وتسهيلها وتنظيمها .
- دعم إنشاء شركات النقل من قبل القطاع الخاص : وذلك بصدور تشريعات التي تنظم النقل والاستثمار فيه، وذلك بالتفكير في إنشاء كيانات وشركات نقل كالشركة الوطنية السعودية للنقل البحري والشركة السعودية للنقل الجماعي .[56] والتي أنشأت في 23 ذي الحجة 1399هـ/ أكتوبر 1979م.
- النقل الجوي: نظرًا لأهمية هذا القطاع الخاص فإننا نجمل أهم المنجزات في عهد الملك خالد، كالآتي:

1. ازدياد حجم الأسطول السعودي بصورة كبيرة ليضم مختلف طائرات الشحن والنقل والسفر من طراز ترايستار وبوينغ 737 و 747 حيث بلغ عدد الطائرات بنهاية عام 1981م 78 طائرة.
2. ازدياد عدد محطات (السعودية) الدولية إلى 38 محطة، وزاد عدد المحطات الداخلية بنهاية عام 1981م إلى 22 محطة.
3. قيام الملك خالد في شهر جمادي الأول لعام 1401هـ الموافق شهر أبريل 1981م بافتتاح مطار الملك عبد العزيز الدولي بجدة.[57]

### الحرمين الشريفين (المشاعر المقدسة)
عندما تولى الملك خالد بن عبد العزيز مقاليد الحكم في 13 من شهر ربيع الأول عام 1395هـ تابع ما قام به أسلافه من أعمال جليلة في سبيل عمارة المسجد الحرام بمكة المكرمة، وقد تمت في عهده أعمال عظيمة عدة لإنجاز هذا المشروع الإسلامي العملاق. فقد حرص الملك خالد على العناية الكبيرة بالحرمين الشريفين والمشاعر لما لها من أهمية كبرى للمسلمين ولقداسة الاماكن وبهذا أمر بعدة مشاريع وافتتاح إدارات تهتم بالعديد من الجوانب المتعلقة بها ومنها :
- الإدارة العامة لمشروع تطوير منى/ صدرت الموافقة على مشروع الدراسة الأولية لتطوير منطقة منى بقرار مجلس الوزراء رقم 674 وتاريخ 3 / 6 / 1395هـ الموافق 12 / 6 / 1975م، ورقم 187 وتاريخ 24 / 1 / 1396هـ25 / 1 / 1976م، والأمر السامي الكريم رقم 160 وتاريخ 23 / 6 / 1395هـ الموافق 2 / 7 / 1975م، في إجراء الدراسات النهائية تمهيدا لإقرارها، وتعتبر الإدارة العامة للمشروع[59]

جهة اعتبارية لها ميزانية مستقلة صدرت بموجبها عدت مشاريع تشمل إنشاء شبكة متكاملة من الطرق والجسور والأنفاق وطرق مشاة وشبكات مياة وصرف صحي وتسوية مساحات سكانية للحجاج، أيضا صدور الموافقة على تطوير مجازر منى والإفادة من لحوم الهدى والأضاحي.
- إنشاء إدارة سقيا زمزم بالمسجد الحرام/

في سنة 1400هـ / 1980م قررت الرئاسة العامة لشؤون المسجد الحرام والمسجد النبوي إنشاء إدارة لسقيا زمزم للإشراف على خدمات سقيا زمزم، ويقع مقر هذه الإدارة بجوار باب العمرة بالدور الأرضي، وتقدم هذه الإدارة أفضل خدمات السقيا لرواد بيت الله الحرام، وتوفير مياه زمزم المباركة مبردة ومعقمة وفق الشروط الصحية المطلوبة وتتمثل مهمة الإدارة في الأعمال التالية:
-الإشراف على نظافة حافظات المياه (الترامس) المنتشرة في المسجد الحرام، وتوزيعها وملئها، تزويدها بالكمية المطلوبة من الثلج، والإشراف على نظافة الأكواب المعدنية والإشراف على جميع مراحل تعقيم مياه زمزم بمبنى المعدات ومحطة كدي ومصنع الثلج المصنع من مياه زمزم. ومتابعة عملية تزويد الحرم النبوي الشريف بما يحتاجه من مياه زمزم.
تقدم هذه الإدارة خدمات السقيا لزمزم لرواد المسجد الحرام وتوفير المياه مبردة ومعقمة إلى جانب الإشراف على النظافة للحافظات (ترامس) المياة ونظافة الاكواب المعدنية وعربات النقل ومراحل تعقيم المياه.
وفي بداية عام 1399هـ/ 1979م تقرر نقل مدخل قبو بئر زمزم من موقعه إلى موقع أبعد شرق الساحة الشرقية للمطاف مع توسعة بدروم زمزم وإخراجه من دائرة المطاف. وقد سهل هذا المشروع عملية سقيا زمزم والوضوء، كما زودت ساحات المسجد الحرام (بالزمزميات والترامس)، وهي عبارة عن أوعية بلاستيكية يحفظ فيها ماء زمزم مبردًا.
- تغيير باب الكعبة/ لقد مضى على صنعه هذا الباب حوالي خمس وثلاثين سنة (1363 - 1398هـ)، فأمر الملك خالد بن عبد العزيز بصناعة باب جديد، بمواصفات متطورة لوضعه مكان الباب الأول، وقد بوشر في وضع الدراسات والتصميمات الفنية للباب الجديد، وقام بتصميمها مهندسون مختصون في الزخارف الإسلامية، وبعد أن تمت الموافقة الكريمة على التصميمات النهائية أنشأت ورشة خاصة، يشرف عليها شيخ الصاغة في مكة وعدد من الفنيين المهرة، ثم بدأ التنفيذ بصنع الباب من الذهب الخالص حيث تولت مؤسسة النقد تأمينه كما صنع باب داخلي للسلم المؤدي للسطح الخارجي يحمل الزخرفة والنقوش نفسها التي على الباب الخارجي للكعبة[63] والمزخرف بالكتابات الإسلامية مع صنع قفلٍ جديدٍ له.[64]
- افتتاح مصنع كسوة الكعبة / في عهد الملك خالد عام 1397هـ/1977م[65] تم تفويض وزارة الحج (وزارة الحج والعمرة حاليا) على إنشائه وتشغيله وتأمين ما يحتاجه المصنع[66] من مواد خام من حرير وقصب ونحوه، وتأمين أفضل الفنيين المهرة في هذه الصناعة.[67]
- تجديدات بالمسعى والمنائر / أمر الملك خالد بتركيب مكيفات صحراوية ومراوح في المسعى وذلك لوقاية الساعين بين الصفا والمروة من شدة الحرارة، وتم تركيب حواجز معدنية على جانبي الحاجز الأوسط على طول الطابق الأرضي للمسعى بعرض متر واحد في كل اتجاه، وذلك ليستخدمها أصحاب العربات التي يستعملها العجزة وكبار السن من الساعين في سعيهم بين الصفا والمروة[68]، وإنجاز أعمال الزخرفة والإنارة في المنارات السبع وكسوتها بالرخام الفاخر المتناسق.[69]
- الإصلاحات في المسجد النبوي / تمت توسعة المسجد النبوي بالساحات القريبة منه مع تظليلها بالمظلات ورصفها بالرخام وتزويدها بالكهرباء من إنارة ومراوح لتخفيف الحرارة في أيام الصيف على المصلين ، مع إضافة مكبرات الصوت وربطها بالشبكة الموحدة للإذاعة الداخلية للمسجد النبوي حتى يتمكن المصلون من متابعة الامام في الصلاة والخطبة .[70][71]

## أسرته
تزوج الملك خالد ست مرات:
- كان زواجه الأول من الأميرة لطيفة بنت أحمد بن محمد السديري. ولم ينجب منها.
- ثم تزوج من الأميرة طرفة بنت عبد الله بن عبد الرحمن آل سعود (توفيت عن عمر يناهز 80 عامًا، وصلي عليها بعد ظهر الثلاثاء 14 صفر 1422 هـ في جامع الإمام تركي بن عبد الله في مدينة الرياض).[72] ولم ينجب منها.
- وتزوج بامرأتين أخريين ولم يدم هذا الزواج طويلًا.
- وتزوج من الأميرة نورة بنت تركي بن عبد العزيز بن عبد الله آل سعود (توفيت عن عمر يناهز 95 عامًا، وصلي عليها بعد صلاة عصر يوم الثلاثاء 15 شوال 1432 هـ في الحرم المكي الشريف في العاصمة المقدسة).[73] وأنجبت الأمير بندر، والأمير عبد الله.
- زواجه الأخير كان من الأميرة صيتة بنت فهد الدامر (توفيت عن عمر يناهز 90 عامًا، وصلي عليها بعد صلاة عصر يوم الأربعاء 13 صفر 1434 هـ في جامع الإمام تركي بن عبد الله في مدينة الرياض). وأنجبت الأميرة الجوهرة، الأميرة نوف، الأمير فهد، الأميرة موضي، الأميرة حصة، الأميرة البندري، الأميرة مشاعل، والأمير فيصل.[74]

### الأبناء
- الأمير بندر (مواليد 1354 هـ، توفي 25 جمادى الآخرة 1439 هـ ودفن بعد صلاة العصر في المسجد الحرام في مكة المكرمة). وله من الأبناء الأمير فيصل (وله من الأبناء الأمير خالد «متزوج من الأميرة جواهر بنت فيصل بن ثامر بن عبد العزيز آل سعود وله من الأبناء الأمير بندر، والأميرة سارة»[75]، له كريمة متزوجة من الأمير محمد بن عبد الرحمن بن عبد العزيز آل سعود[76]، له كريمة متزوجة من الأمير عبد العزيز بن منصور بن سعد بن سعود بن عبد العزيز آل سعود[77]، وله كريمة متزوجة من الأمير سعود بن ناصر بن سعود الفرحان آل سعود)[78]، الأمير تركي، الأمير سلطان، الأمير خالد، الأميرة هيفاء، الأميرة نوف، الأميرة جواهر، الأميرة مها، والأميرة وفاء.
- الأمير عبد الله. وله من الأبناء الأمير فهد (متوفى)، الأمير محمد (متزوج من الأميرة مشاعل بنت حمود الفهد الجبر الرشيد وله من الأبناء الأمير خالد، الأمير عبد الله، الأمير فهد، الأمير عبد العزيز، الأميرة العنود)، الأمير بندر، الأميرة سارة، الأميرة الجوهرة (متزوجة من الأمير خالد بن فيصل بن عبد الله بن عبد الرحمن آل سعود ولها من الأبناء الأمير تركي، والأمير فهد)، الأميرة هناء( متوفية )(متزوجة من الأمير فيصل بن مقرن بن عبد العزيز آل سعود ولها من البنات الأميرة لولوة(متزوجه من الأمير خالد بن عبدالعزيز بن بندر بن عبدالعزيز)، الأميرة نورة «متزوجة من الأمير خالد بن حسام بن سعود بن عبد العزيز آل سعود»، والأميرة العنود «متزوجة من الأمير وائل بن منصور بن مشعل بن عبد العزيز آل سعود»)، الأميرة أريج(متوفية)، والأميرة مها.
- الأميرة الجوهرة. متزوجة من الأمير خالد بن عبد الله الفيصل بن عبد العزيز آل سعود ولها من الأبناء الأمير محمد.
- الأميرة نوف. كانت متزوجة من الأمير محمد بن عبد الله الفيصل بن عبد العزيز آل سعود ولها من الأبناء الأمير تركي، الأميرة نورة، والأمير فهد.
- الأميرة موضي. متزوجة من الأمير عبد الرحمن الفيصل بن عبد العزيز آل سعود ولها من الأبناء الأميرة سارة، الأمير سعود(وله من الأبناء عبدالرحمن وموضي)، والأميرة البندري (متوفاة).[79]
- الأميرة حصة (توفيت عن عمر يناهز 59 عامًا، وصلي عليها بعد صلاة عصر يوم الجمعة 13 ذو الحجة 1431 هـ في المسجد الحرام في مكة المكرمة).[80] متزوجة من الأمير عبد الله بن فيصل بن تركي الأول بن عبد العزيز آل سعود ولها من الأبناء الأمير فيصل، الأمير طلال، والأمير خالد.
- الأميرة البندري. كانت متزوجة من الأمير بدر بن عبد المحسن بن عبد العزيز آل سعود ولها من الأبناء الأمير خالد، الأميرة العنود(متزوجه من الأمير سلطان بن خالد الفيصل بن عبدالعزيز)، الأميرة صيتة، الأميرة بسمة، والأميرة سلمى(متزوجة من الأمير أحمد بن فهد بن سلمان بن عبدالعزيز).
- الأميرة مشاعل (توفيت عن عمر يناهز 59 عامًا، وصلي عليها بعد صلاة عصر يوم الإثنين 28 جمادى الآخرة 1435 هـ في جامع الإمام تركي بن عبد الله في مدينة الرياض).[81] متزوجة من الأمير محمد بن عبد الله بن محمد بن عبد الرحمن آل سعود ولها من البنات الأميرة نوف (متزوجة من الأمير بندر بن خالد الفيصل بن عبد العزيز آل سعود (ولها من الأبناء الأمير خالد(متزوج من الأميرة نجلاء بنت احمد بن سلمان بن عبدالعزيز)، الأميرة لولوة، الأمير فيصل، الأميرة هيا).
- الأمير فيصل (أمير منطقة عسير سابقًا).[82]

### إخوته الذكور
إخوته حسب ترتيب أعمارهم:
- تركي الأول بن عبد العزيز ولد سنة 1896.
- سعود بن عبد العزيز ولد سنة 1902.
- فيصل بن عبد العزيز ولد سنة 1906.
- محمد بن عبد العزيز ولد سنة 1910.
- ناصر بن عبد العزيز ولد في سنة 1913.
- سعد بن عبد العزيز ولد سنة 1915.
- منصور بن عبد العزيز ولد سنة 1918.
- فهد بن عبد العزيز ولد سنة 1921.
- بندر بن عبد العزيز ولد سنة 1923.
- مساعد بن عبد العزيز ولد سنة 1923.
- عبدالله بن عبد العزيز ولد سنة 1924.
- مشعل بن عبد العزيز ولد سنة 1926.
- مساعد بن عبد العزيز ولد سنة 1926.
- عبد المحسن بن عبد العزيز ولد سنة 1927.
- سلطان بن عبد العزيز ولد سنة 1928.
- مشاري بن عبد العزيز ولد سنة 1930.
- متعب بن عبد العزيز ولد سنة 1931.
- طلال بن عبد العزيز ولد سنة 1931.
- عبد الرحمن بن عبد العزيز ولد سنة 1931.
- بدر بن عبد العزيز ولد سنة 1932.
- تركي الثاني بن عبد العزيز ولد سنة 1932.
- نواف بن عبد العزيز ولد سنة 1933.
- نايف بن عبد العزيز ولد سنة 1934.
- فوّاز بن عبد العزيز ولد سنة 1934.
- سلمان بن عبد العزيز ولد سنة 1935.
- ماجد بن عبد العزيز ولد سنة 1938.
- عبد الإله بن عبد العزيز ولد سنة 1939.
- ثامر بن عبد العزيز ولد سنة 1938.
- ممدوح بن عبد العزيز ولد سنة 1939.
- سطام بن عبد العزيز ولد سنة 1941.
- مشهور بن عبد العزيز ولد سنة 1942.
- هذلول بن عد العزيز ولد سنة 1942.
- عبد المجيد بن عبد العزيز ولد سنة 1942.
- أحمد بن عبد العزيز ولد سنة 1942.
- مقرن بن عبد العزيز ولد سنة 1945.
- حمود بن عبد العزيز ولد سنة 1947.[83]

## مكتبة الملك الخاصة
بدأت علاقة الملك خالد بالكتاب منذ صغره إذ حرص والده الملك عبد العزيز على تربية أبناءه على العلم والثقافة فخصص لهم المعلمين وأتاح لهم الكتب فتمكنوا من الاطلاع عليها ، واستمرت علاقة الملك خالد بالكتب ومطالعتها حتى أصبح ملكًا، فأصبحت علاقته بالكتب أكثر توسعًا، كما ازدادت بالمؤلفين والكتّاب والمؤلفين عمومًا، وأصبحت مكتبته الخاصة تشغل حيزًا كبيرًا من قصره بالرياض الكائن بحي المعذر، وكانت متاحة لأبنائه وبناته، ولكل من رغب في الاطلاع على ما بها من مؤلفات. وانتقلت هذه المكتبة في الوقت الحالي إلى عناية مؤسسة الملك خالد الخيرية بالرياض.
ومن صور اهتمام الملك خالد بالكتب حرصه على دعم طباعتها وتوزيعها على نفقته الخاصة، وجاءت عناوين الكتب التي طبعت على نفقته الخاصة متنوعة في موضوعاتها فشملت المصادر الشرعية المتخصصة بالأحكام الفقهية والسنة والعقيدة واللغة ودعاء ختم القرآن الكريم، ومن الكتب التي طبعت على حساب الملك خالد الخاص ما يلي:
- طبع علة نفقته نسخ عديدة من كتب معاني القرآن لكريم بمختلف اللغات وتم توزيعها على كثير من المسلمين في شتى أقطار الأرض.
- ومن الكتب التي طبعت على نفقة الملك خالد مجموع فتاوى ابن تيمية (37) مجلد، وهي موسوعة ضخمة اشتملت على علوم جمة، وفوائد نادرة كالرد على الملاحدة من القدرية والجهمية والفلاسفة وغيرهم، وبيان عقيدة السلف الصالح.
- مختصر سنن أبي داوود للمنذري.
- معالم السنن لأبي سليمان الخطابي.
- سيرة عمر بن عبد العزيز لابن الجوزي.

تقويم اللسانين لمحمد تقي الدين الهلالي.
مناقب الإمام أحمد بن حنبل لابن الجوزي.
- العقيدة الواسطية لشيخ الإسلام ابن تيمية.
- دعاء ختم القرآن لشيخ الإسلام ابن تيمية.
- مفيد الأنام ونور الظلام في تحرير الأحكام لحجاج بيت الله الحرام للشيخ عبد الله بن عبد الرحمن بن جاسر.
- الورد المصطفى المختار من كلام الله تعالى وكلام سيد الأبرار.
- تقويم اللسانين للدكتور محمد تقي الدين الهلالي.[84][85][86]

## الأوسمة التي حصل عليها
حصل الملك خالد بن عبد العزيز على بعض الأوسمة رفيعة الشأن من الدول التي زارها أو من رؤساء الدول الذين زاروا المملكة العربية السعودية وهي الآتي:

### الأوسمة من الدول العربية
- قلادة النيل العظمى إهداء من الرئيس المصري أنور السادات جمهورية مصر العربية 1975م.
- وشاح أمية الأكبر وهو أكبر وسام سوري - إهداء من الرئيس السوري حافظ الأسد لجلالة الملك خالد في أول زيارة رسمية يقوم بها لسوريا منذ أن اعتلى العرش عام 1395هـ.
- وسام قلادة الحسين بن طلال من المملكة الأردنية الهاشمية عام 1975م.
- وسام نهضة عمان إهداء لجلالة الملك خالد من أخيه جلالة السلطان قابوس سلطان عمان مارس 1976 م.
- قلادة مبارك الكبير إهداء من سمو أمير الكويت صباح السالم الصباح دولة الكويت 1976م.
- وسام آل نهيان الأكبر إهداء من سمو الشيخ زايد بن سلطان آل نهيان دولة الإمارات العربية المتحدة 1976م.
- قلادة الاستقلال إهداء من سمو الشيخ خليفة بن حمد آل ثاني دولة قطر 1976م.
- الوسام المحمدي الكبير إهداء من العاهل المغربي- الملك الحسن الثاني المملكة المغربية 1979م.
- الوشاح الأكبر إهداء من جمهورية موريتانيا عام 1976م.
- وسام الهلال الأكبر لجزيرة انجوان من جزر القمر بمناسبة زيارة رئيس جزر القمر للملكة في 27 /4/ 1399هـ - 1979م [87]
- مجموعة أوسمة من الجمهورية اللبنانية إهداء من فخامة الرئيس إلياس سركيس رئيس جمهورية لبنان 1976م.
- قلادة الشرف إهداء من الرئيس السوداني جعفر نميري جمهورية السودان 1976م.[88]

### من الدول الأوروبية
- وسام استحقاق الصليب العالي المدني إهداء إلى صاحب السمو الملكي الأمير خالد بن عبد العزيز ولي العهد من ولي عهد إسبانيا بمناسبة زيارة سموه للمملكة في تاريخ 23 / 1/ 1394هـ الموافق 15/ 2 / 1974م.
- قلادة اليزابيل الكاثوليكية الكبرى بم إسبانيا بمناسبة زيارة ملك إسبانيا للمملكة في 11/ 11/ 1397هـ - 23/ 10 / 1977م.
- وسام جوقة الشرف ذو الرصيعة الكبرى إهداء من الرئيس الفرنسي جيسكار ديستان عام 1977م. ووسام فرنسي من الرئيس الفرنسي فرنسوا ميتران عام 1981م.
- الوشاح الأكبر لمدينة باث إهداء من الملكة إليزابيث الثانية ملكة بريطانيا أثناء زيارتها للمملكة العربية السعودية 1979م.
- وسام مملكة بلجيكا من الملك بودوان - ملك بلجيكا وذلك أثناء زيارة الملك خالد الرسمية لبلجيكا مايو 1978م.
- وشاح الصليب الأكبر بدرجة خاصة بمناسبة الزيارة الملك خالد إلى ألمانيا الاتحادية في 3 / 8 / 1400هـ - 15 / 6 / 1980م.[89]
- وسام السيرافيم من الطبقة الأولى إهداء من ملك السويد كارل غوستاف أثناء زيارته الرسمية للمملكة العربية السعودية 1982م.
- وسام جمهورية مالطا إهداء من جزيرة مالطا.[88]

### من الدول الأسيوية
- الوسام الصيني وهو أعلى وسام صيني من الشيح اللامع قام الرئيس الصيني ين شين كان بإهدائه لجلالة الملك خالد أثناء زيارته للمملكة في 24-7-1397هـ/10-7-1977م.
- وسام الزهرة القومية الأعلى إهداء من فخامة الرئيس تشوون كيوهان رئيس جمهورية كوريا الجنوبية وذلك أثناء زيارة الرئيس الكوري الرسمية للمملكة في 26/ 4 / 1400هـ - 11/ 5 / 1980م.[90]
- وسام جمهورية أندونيسيا إهداء من فخامة الجنرال سوهارتو رئيس جمهورية أندونيسيا يونيو 1975م.
- نيشان باكستان المؤلف من قطعتين بمناسبة زيارة الملك خالد إلى باكستان في 17 / 10 / 1396هـ - 10 / 10/ 1976م.
- وسام البهلوي مع القلادة إهداء من الإمبراطور محمد رضا بهلوي شاه إيران 1976م.[88]

### من الدول الأفريقية
- وسام النجمة الأفريقية والوشاح الأكبر من ليبيريا بمناسبة زيارة الرئيس الليبيري للمملكة في 4 / 3/ 1394هـ - 27 / 3/ 1974م.
- الوشاح الأكبر لجمهورية النيجر بمناسبة الرئيس النيجيري للمملكة في 9 / 3/ 1396هـ - 1976م.
- وسام مونو ذو الرصيعة الكبرى إهداء من ملك توجو لجلالة الملك خالد 2-5-1397هـ - 20-4-1977م.
- الوشاح الأكبر ليوبارد إهداء من فخامة الرئيس موبوتو سيسي سيكو رئيس جمهورية زائير وذلك أثناء زيارة رسمية للمملكة في 11-1-1399هـ - 11-12-1978م.[87]
- الوشاح الأكبر لجمهورية نيجيريا إهداء من فخامة الرئيس النيجيري شيخو جاري أثناء زيارته للمملكة لأداء فريضة الحج 1981م.
- وسام جمهورية الكونغو.[91]
- وسام الشرف الأكبر غينيا إهداء من فخامة الرئيس أحمد سيكوتوري رئيس جمهورية غينيا تقديرا لجهود جلالة الملك خالد للدور الذي يلعبه في الساحة الإسلامية والعالمية.[92]

### من دول أمريكا الجنوبية
- الوسام الفنزويلي ووشاح الشرف الأعلى للمحرر الأكبر سيمون بوليفر إهداء من فخامة الرئيس الفنزويلي كارلوس بيريز 1977م.[92]
- وسام من جمهورية الأرجنتين والأورغواي أهدي لجلالة الملك خالد عام 1979م.

### أوسمة أخرى
- وسام حضارة الأرثوذكس إهداء لجلالة الملك خالد بن عبد العزيز.
- وسام هدية إلى الملك خالد.
- إهداء وسام إسلامي لدولة إسلامية عام 1332هـ.
- وسام مكتوب عليه جزء من الآية القرآنية «إِنَّ أَكْرَمَكُمْ عِنْدَ اللَّهِ أَتْقَاكُمْ».[88]

### مفاتيح المدن
مفاتيح المدن التي أهديت للملك خالد بن عبد العزيز أثناء زيارته لتلك المدن : 
- مفتاح مدينة سان فرانسيسكو إهداء من الولايات المتحدة الأمريكية 1972م.
- مفتاح مدينة مدريد الذهبي إهداء من عمدة مدينة مدريد إسبانيا يونيو 1981م.
- مفتاح إهداء من دكتور سالم كوهين رئيس البلدية.
- مفتاح مدينة الملك فيصل بالسويس قدم المهندس عثمان أحمد عثمان وزير الإسكان المصري مفتاح مدينة الملك فيصل هدية لجلالة الملك خالد أثناء تشريف جلالته بزيارة مدينة السويس المصرية عام 1975م.
- مفتاح مدينة السويس إهداء من اللواء محمد فائق البرديني جمهورية مصر العربية 1975م.
- مفتاح مدينة القاهرة أهدى الدكتور محمود عبد الحافظ محافظ القاهرة مفتاح القاهرة الذهبي إلى جلالة الملك خالد بن عبد العزيز بمناسبة زيارته للقاهرة عام 1975م.
- مفتاح الإسكندرية أهدى السيد عبد التواب هديب محافظ الإسكندرية إلى جلالة الملك خالد مفتاح الإسكندرية الذهبي، وذلك عقيب الاستقبال الرسمي الذي أقيم لجلالته والرئيس المصري السادات بقاعة محطة سكة حديد سيدي جابر عام 1975م.
- مفتاح مدينة المنامة إهداء لجلالة الملك خالد من رئيس البلدية المركزية الشيخ عبد الله بن محمد آل خليفة أثناء افتتاح شارع الملك فيصل عام 1395هـ.
- مفتاح مدينة لاهور إهداء من رئيس مجلس الوزراء لإقليم البنجاب - بالنيابة عن أهالي مدينة لاهور الباكستانية دولة باكستان 1976م.
- مفتاح مدينة لاهور إهداء من رئيس مجلس الوزراء لإقليم البنجاب - بالنيابة عن أهالي مدينة لاهور الباكستانية دولة باكستان 1976م.
- مفتاح عمان الذهبي إهداء من الملك الحسين بن طلال ملك الأردن 1395هـ.
- مفتاح مدينة فاس إهداء لجلالة الملك خالد من الملك الحسن الثاني ملك المغرب المملكة الغربية مايو 1979م.[88]

## المرض والوفاة
أصيب الملك خالد بن عبد العزيز آل سعود في عام 1970م بذبحة صدرية وتمت معالجته في منزله، وكان خلال فترة العلاج قد مر بمضاعفات هددت حياته. وفي عام 1972م أجرى عملية لاستئصال جزء من الجدار الأمامي من الحجرة القلبية اليسرى في «مستشفى كليفلاند»، وفي عام 1976م اكتشف الأطباء مشكلة في وركه وأجريت له جراحه لاستبدال الورك في لندن، وفي عام 1978م اكتشفت علامة ضعف في عضلة القلب وأجريت له عملية جراحية قلبية ثانية في «مستشفى كليفلاند». وفي صباح يوم الأحد 21 شعبان 1402 هـ الموافق 13 يونيو 1982م توفي الملك خالد بن عبد العزيز آل سعود بمدينة الطائف عن عمر ناهز 69 سنة ونقل جثمانه إلى مدينة الرياض حيث دفن في مقبرة العود وتولى الحكم خلفاً له اخيه ولي العهد الأمير فهد بن عبد العزيز آل سعود.

## روابط خارجية
- خالد بن عبد العزيز آل سعود على موقع الموسوعة البريطانية (الإنجليزية)
- خالد بن عبد العزيز آل سعود على موقع مونزينجر (الألمانية)

| سبقه محمد               | ترتيب أبناء الملك عبد العزيز                   | تبعه ناصر              |
| سبقه فيصل بن عبد العزيز | ولي العهد 1384 هـ - 1395 هـ                    | تبعه فهد بن عبد العزيز |
| سبقه فيصل بن عبد العزيز | ملك المملكة العربية السعودية 1395 هـ - 1402 هـ | تبعه فهد بن عبد العزيز |